# Deng Shichang
Deng Shichang (鄧世昌, 4 octobre 1849 - 17 septembre 1894), aussi connu sous son nom de courtoisie Zhengqing (正卿), est un officier naval de la dynastie Qing.

## Biographie
Deng est né dans l'actuel district de Panyu dans la province du Guangdong. Il fait partie de la première génération d'officiers navals modernes de Chine, ayant étudié à l'académie navale du Fujian (船政學堂) à Mawei en 1867 où le conseiller militaire français Prosper Giquel avait construit l'arsenal de Fuzhou, et où Deng a attiré l'attention de Shen Baozhen en recevant son diplôme avec les honneurs en 1874. Il est envoyé aux îles Pescadores et à Keelung à Taïwan pour renforcer les défenses de ces zones après l'expédition japonaise de Taïwan de 1874.
Il gravit progressivement les échelons, est transféré à la flotte de Beiyang en 1880 et assigné commandant du croiseur Zhiyuan (en) en 1887.
Durant la première guerre sino-japonaise, il participe à la bataille du fleuve Yalou le 17 septembre 1894. Au début de l'engagement, il s'avance rapidement vers le navire japonais Saikyō Maru (en), lui infligeant de considérable dommages, puis subit une contre-attaque de l'escadron volant japonais mené par l'amiral Tsuboi Kōzō à partir des navires (Yoshino, Takachiho (en), Akitsushima, et Naniwa (en)). Ces croiseurs encerclent le Zhiyuan, tirent plus rapidement et touchent plus souvent leur cible que les artilleurs chinois mal formés avec leurs canons obsolètes. Deng Shichang ordonne au Zhiyuan de se diriger vers le Naniwa pour le percuter, mais est touché à l'avant par un obus tiré par le Naniwa ou le Takachiho à 15h50 le 17 septembre 1894, ce qui provoque une grande explosion qui fait sombrer rapidement le Zhiyuan. Quelque 245 officiers et hommes d'équipage se noient avec le navire, dont Deng qui, selon les comptes rendus chinois, avait refusé de partir.
Le gouvernement Qing éloge Deng après la bataille, l'anoblissant à titre posthume, et donnant d'importantes subventions en or et en argent à sa mère et sa veuve.
En 1996, la marine chinoise de la République populaire de Chine nomme un navire d'entraînement Shichang en sa mémoire. Son lieu de naissance est également devenu un musée mémorial.